# Ilse DeLange
Pour les articles homonymes, voir Delange.
Ilse de Lange, plus connue sous son nom de scène Ilse DeLange, née le 13 mai 1977 à Almelo, est une auteur-compositrice-interprète et guitariste néerlandaise. Elle s'illustre notamment dans les registres de pop rock et country pop.
Avec le groupe The Common Linnets, DeLange a terminé classée deuxième en le Concours Eurovision de la chanson en 2014. En 2019, DeLange a sélectionné et a encadré Duncan Laurence pour la soumission de Concours Eurovision 2019. Laurence a gagné cette édition.

## Biographie
Ilse Annoeska de Lange est née à Almelo, aux Pays-Bas. Elle commence sa carrière à l'âge de 8 ans comme un artiste play-back, qui lui vaut plusieurs prix. Elle se fait repérer plus tard, participant à des concours de chant régionaux et nationaux à Hilversum (la ville néerlandaise où la plupart des programmes télévisés sont enregistrés). Elle a formé un duo avec le guitariste Joop Liefland, qui lui fit découvrir la musique country.
En 1994, Ilse se produit lors des Dutch Country Music Awards. Malgré des critiques positives, sa carrière ne décolle pas. Elle entre en contact avec des représentants de Warner Music, mais il faudra plusieurs années de négociations avant que la maison de disque signe avec elle un contrat. En 1996 DeLange rejoint le groupe pop Wij.
En 1998, elle se rend à Nashville pour enregistrer son premier album World Of Hurt produit par Barry Beckett. Elle devient connue aux Pays-Bas et son album se vend à 450 000 exemplaires. Ilse reçoit un TMF Awards et un Prix Edison (en) pour son succès musical en 1999. En 1999, Ilse sort un album live intitulé : Dear John. Cet album, en édition limitée, est un album hommage à John Hiatt. L'album est certifié disque de platine aux Pays-Bas (avec des ventes de 80 000 exemplaires).

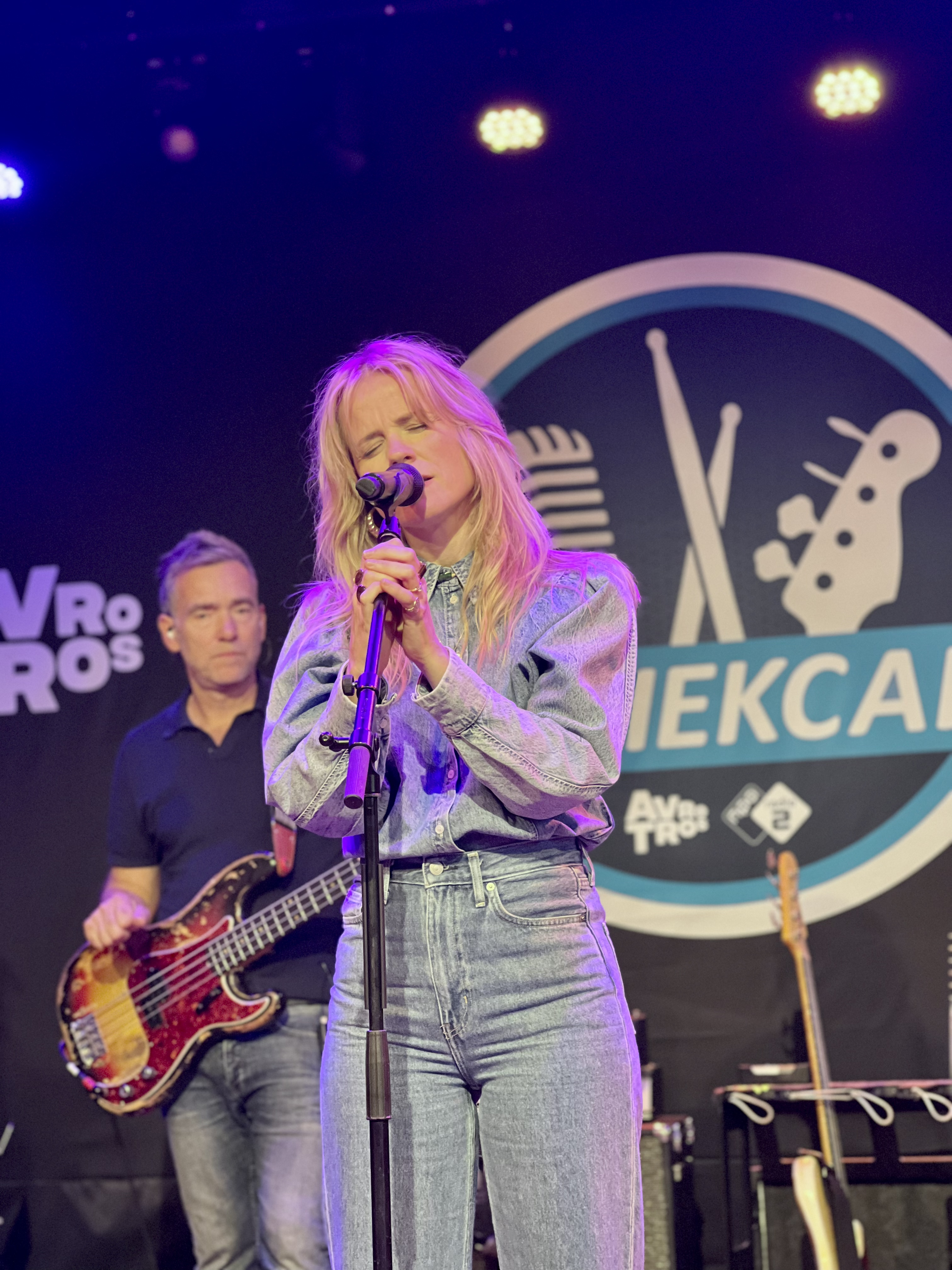
Ilse DeLange en 2022.

En 2000, elle sort l'album Livin' on Love qui sera également certifié disque de platine. Elle remporte un Prix Edison (en) en tant que meilleur artiste néerlandais en 2000. En mars 2002, Delange et son partenaire Bart Vergoossen vont en Amérique pendant neuf mois pour travailler sur un nouvel album. Durant les sessions d'enregistrement DeLange prit un plus grand rôle créatif dans sa musique, y compris l'écriture de chansons. En avril 2003, elle sort Clean Up, son troisième album studio. Elle sera encore une fois honorée d'un Prix Edison (en) pour cet album.
En octobre, Ilse sort un album de compilation intitulé : Here I Am - 1998/2003. L'album est certifié disque de platine.
En avril 2004 elle collabora sur un single avec le chanteur italien Zucchero. La chanson appelée "Blue" connaît un succès modéré aux Pays-Bas. À la fin de 2005, DeLange part en tournée (sans nouvel album) et joue à guichets fermés. Pendant ce temps en Amérique, elle commence à travailler avec le producteur Patrick Leonard (connu pour son travail avec Madonna) sur un nouvel album intitulé The Great Escape. Cet album sorti le 16 juin 2006 a été précédé par le premier single homonyme en mai. Il a atteint la 11e place du Dutch Top 40. Une semaine après sa sortie, l'album devient disque d'or et en août 2006, il est certifié double disque de platine. En septembre est sorti le deuxième single "The Lonely One" qui se classa à la 18e place. En octobre, elle est pour la deuxième fois récompensée d'un TMF Award. Son troisième single "I Love You" est sorti en février 2007. Il a atteint la 23e place. Le titre a été utilisé dans la bande originale de l'adaptation néerlandaise de Potins de femmes (basé sur le film avec Julia Roberts).
En 2008, elle sort son cinquième album studio Incredible qui se classera à la première place et sera certifié 5x disque de platine. En août 2010, Ilse atteint à nouveau le top 10 néerlandais avec son nouveau single "Next to Me", le premier single de son album Next to Me. Au début de 2011, il est certifié double disque de platine.

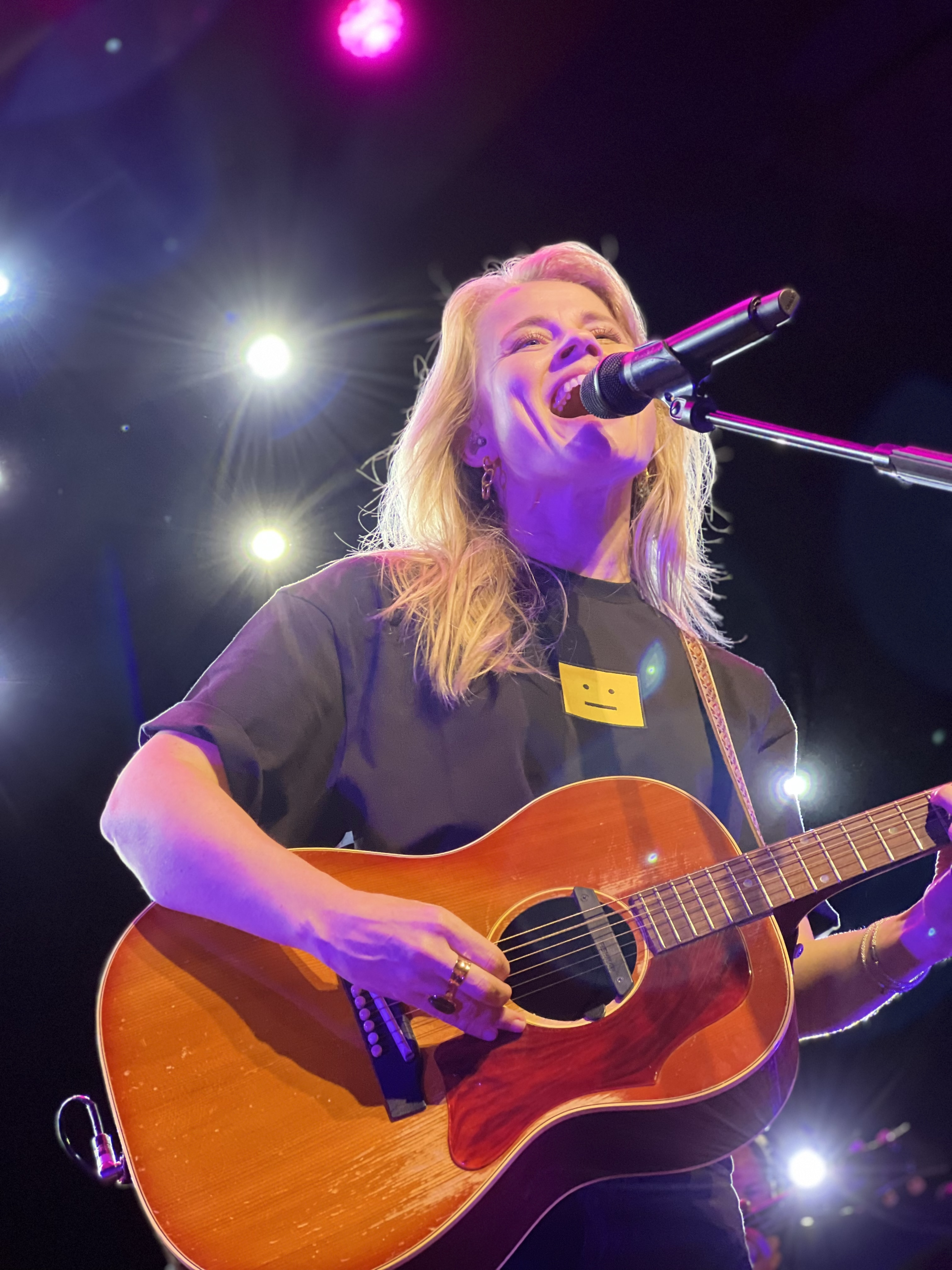
Ilse DeLange en 2021 en La Haya.

En 2014, DeLange représente les Pays-Bas à l' Eurovision de la Chanson qui se tient à Copenhague (Danemark), avec Waylon dans le duo The Common Linnets («les linottes mélodieuses)»)., où ils terminent 2ème.
Depuis 2016, elle est membre du jury de la version néerlandaise de The Voice Kids.
En 2021 elle participe, à la 14e saison de Let's Dance, la version allemande de Danse avec les stars.

## Discographie

### Albums studio
| Année | Titre                | Meilleures positions | Meilleures positions | Certifications |
| Année | Titre                | NL                   | Belgique             | NL             |
| ----- | -------------------- | -------------------- | -------------------- | -------------- |
| 1998  | World of Hurt        | 1                    | 17                   | 5x Platine     |
| 2000  | Livin' on Love       | 5                    | 36                   | Platine        |
| 2003  | Clean Up             | 1                    | 31                   | Platine        |
| 2006  | The Great Escape     | 1                    | 59                   | 2x Platine     |
| 2008  | Incredible           | 1                    | 35                   | 5x Platine     |
| 2010  | Next to Me           | 1                    | 46                   | 2x Platine     |
| 2012  | Eye Of The Hurricane | 1                    | -                    | -              |
| 2018  | Ilse DeLange         | 3                    | -                    | -              |
| 2019  | Gravel And Dust      | 2                    | -                    | -              |
| 2020  | Changes              | -                    | -                    | -              |

### Albums Live

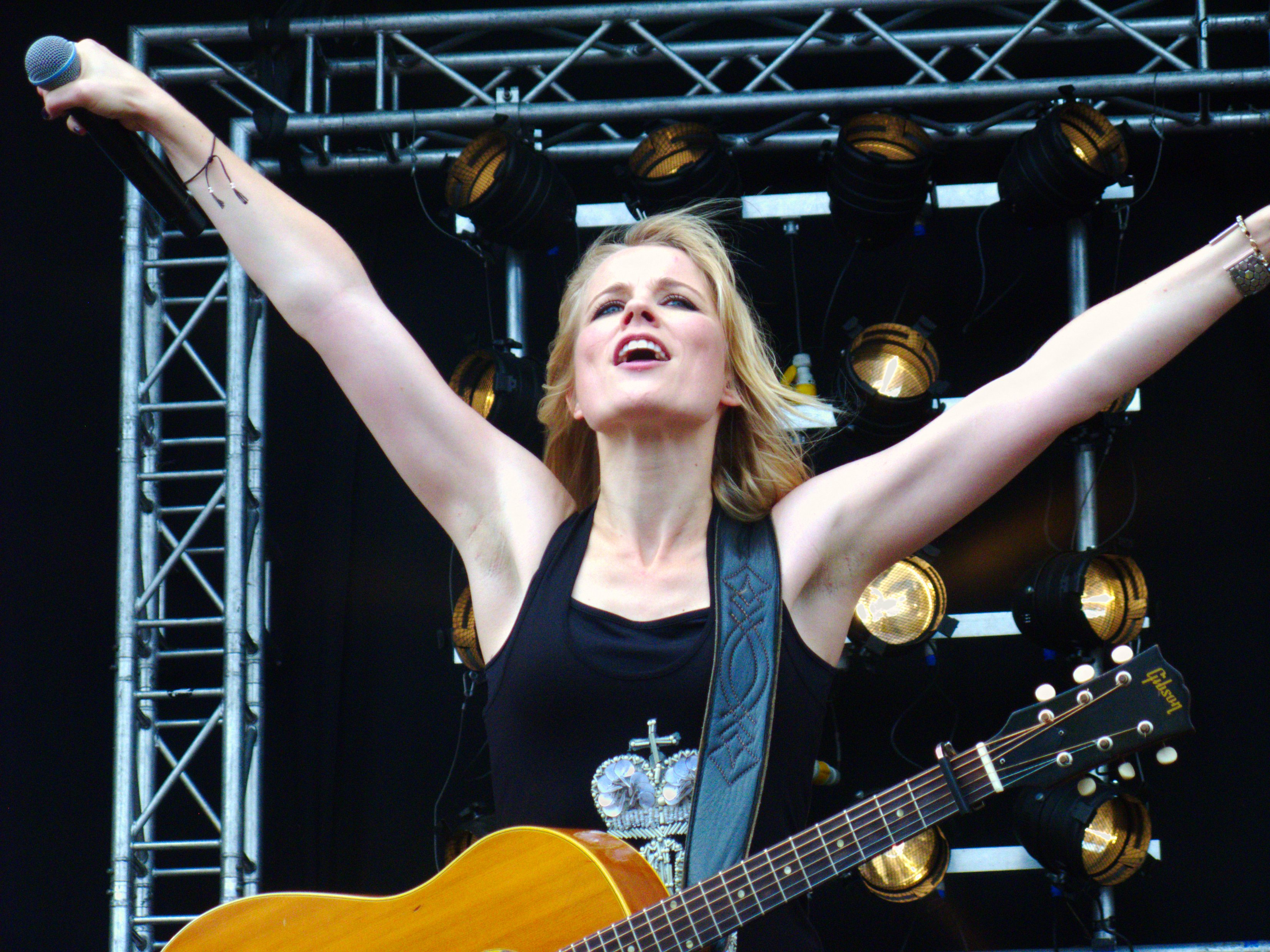
Ilse Delange en concert en 2011.

| Année | Titre        | Meilleures positions | Meilleures positions | Certifications |
| Année | Titre        | NL                   | BEL                  | NL             |
| ----- | ------------ | -------------------- | -------------------- | -------------- |
| 1999  | Dear John    | 3                    | 20                   | Platine        |
| 2007  | Live         | 4                    | -                    | Or             |
| 2009  | Live in Ahoy | 1                    | -                    | -              |

### Compilation
| Année | Titre               | Meilleures positions | Meilleures positions | Certifications |
| Année | Titre               | NL                   | BE                   | NL             |
| ----- | ------------------- | -------------------- | -------------------- | -------------- |
| 2003  | Here I Am           | 5                    | -                    | Platine        |
| 2013  | After The Hurricane | 2                    | -                    | -              |

### Singles
| Année  | Titre                              | Meilleures positions | Meilleures positions | Album            |
| Année  | Titre                              | NL Top 40            | NL Top 100           | Album            |
| ------ | ---------------------------------- | -------------------- | -------------------- | ---------------- |
| 1998   | "I'm Not So Tough"                 | 35                   | 35                   | World of Hurt    |
| 1998   | "World of Hurt"                    | -                    | 58                   | World of Hurt    |
| 1998   | "I'd Be Yours"                     | -                    | 52                   | World of Hurt    |
| 1999   | "When We Don't Talk"               | -                    | 76                   | World of Hurt    |
| 2000   | "Livin' on Love"                   | 37                   | 44                   | Livin' on Love   |
| 2001   | "I Still Cry"                      | -                    | 70                   | Livin' on Love   |
| 2002   | "Shine" (avec Rosemary's Sons)     | 34                   | 33                   | -                |
| 2003   | "No Reason To Be Shy"              | -                    | 61                   | Clean Up         |
| 2003   | "Before You Let Me Go" (avec Kane) | 4                    | 3                    | -                |
| 2003   | "Wouldn't That Be Something"       | -                    | 87                   | Here I Am        |
| 2004   | "All The Answers"                  | -                    | 65                   | Here I Am        |
| 2005   | "Blue" (avec Zucchero)             | 23                   | 10                   | -                |
| 2006   | "The Great Escape"                 | 11                   | 11                   | The Great Escape |
| 2006   | "The Lonely One"                   | 18                   | 12                   | The Great Escape |
| 2007   | "I Love You"                       | 26                   | 35                   | The Great Escape |
| 2007   | "Reach for the Light"              | -                    | -                    | The Great Escape |
| 2008   | "So Incredible"                    | 6                    | 1                    | Incredible       |
| 2009   | "Miracle"                          | 1                    | 2                    | Incredible       |
| 2009   | "Puzzle Me"                        | 5                    | 9                    | Incredible       |
| 2009   | "We're Alright"                    | 21                   | -                    | Incredible       |
| 2010   | "Next to Me"                       | 9                    | 4                    | Next to Me       |
| 2010   | "High Places"                      | 13                   | 12                   | Next to Me       |
| 2010   | "Beautiful Distraction"            | 18                   | 43                   | Next to Me       |
| 2011   | "Carousel"                         | 32                   | -                    | Next to Me       |
|        | Singles numéro 1                   | 1                    | 1                    |                  |
| Top 10 | 5                                  | 6                    |                      |                  |

## Animation
- 2022 : Deutschland sucht den SuperStar (19e saison), sur RTL : Juge